# Masafumi Yokoyama
Masafumi Yokoyama (Prefettura di Nagasaki, 10 aprile 1956) è un ex calciatore giapponese, di ruolo attaccante.